# 朝来市立東河小学校
朝来市立東河小学校（あさごしりつ とがしょうがっこう）は、兵庫県朝来市にある公立小学校。

## 沿革
- 1871年10月 - 発盲館として発足。
- 1875年4月 - 下等小学校・和田学校と改称
- 1885年6月 - 和田山小学校・和田分校となる
- 1889年4月 - 東河尋常小学校となる
- 1941年4月 - 東河国民学校と改称
- 1947年4月 - 東河小学校と改称
- 1955年3月 - 和田山町立東河小学校となる
- 2005年4月 - 朝来市立東河小学校となる

## 通学区域が隣接している学校
- 朝来市立糸井小学校
- 朝来市立大蔵小学校
- 朝来市立枚田小学校
- 朝来市立梁瀬小学校
- （京都府）福知山市立夜久野小学校